# Su Yu Chang
El gran maestro Su Yu-Chang —en chino, 蘇昱彰— (Dongshan, Tainan; 24 de junio de 1940-La Palma, 29 de abril de 2019) fue doctor en medicina tradicional china, filosofía oriental y acupuntura, así como Guardián (Heredero Universal) de varios estilos de kung-fu, y experto en otros tantos. Consagró su vida al estudio, enseñanza y difusión de las artes marciales tradicionales chinas por todo el mundo. Parte de su legado es el Instituto de Artes Marciales Pachi Tanglang, del cual fue fundador y director, con sedes en varios países del mundo, entre ellos España y Venezuela.

## Biografía
El maestro Su se inició en las artes marciales a temprana edad. En su infancia y adolescencia estudió los estilos Mizong quan y Tanglang quan —Mantis— con el maestro Chang Te-Kuei durante más de diez años.
En 1954, con solo 14 años, ganó el campeonato nacional chino de kung-fu. Por sus veloces movimientos, fue apodado «Puño Relámpago» por la comunidad de artistas marciales, sobrenombre que desde entonces le acompañó.
En 1957 dejó su pueblo natal y se trasladó a la capital, Taipéi, donde estudió Mantis con los grandes maestros Wei Hsiao-Tang y Li Kuen-Shan. En 1960 entró en contacto con el maestro Li Yuen-Tzu, con quien estudió Mizong quan y Bajiquan.
En 1960 prestó el servicio militar durante dos años, y durante ese tiempo enseñó Bajiquan en una escuela militar. Una vez terminado el servicio, volvió a contactar con Li Yuen-Tzu para continuar sus estudios. Sin embargo, Li Yuen-Tzu estaba enfermo, por lo que no pudo seguir enseñándole. No obstante, le dijo que había rumores de que un alumno del gran maestro Li Shu-Wen, conocido en todo el norte de China como un gran artista marcial, había llegado a Taiwán para formar parte del ejército: el maestro Liu Yun-Qiao.
En 1963 empezó a estudiar Bajiquan con el maestro Liu Yun-Qiao, junto con Adam Hsu y Liang Chi-Tzu. Con él estudiaría Yang Taijiquan, Baguazhang, Piguaquan y Xingyiquan, y por recomendación suya, Chen Taijiquan con el maestro Tu I-Sai.
En 1968 ganó la medalla de oro como miembro del equipo taiwanés en el Campeonato Internacional de Artes Marciales de Malasia.
En 1976 viajó a Venezuela, donde se estableció y fundó el Instituto Pachimen, que más tarde pasaría a ser el Instituto de Artes Marciales Pachi Tanglang. En septiembre de 1989 viajó a España por primera vez, visitando Barcelona y Palma de Mallorca e impartiendo varios cursillos. Un año más tarde, dada la inestabilidad política de Venezuela, se estableció de forma permanente en Palma de Mallorca durante varios años.
Durante ese período, el maestro Su y sus alumnos abrieron sedes del Instituto Pachi Tanglang en varias ciudades del mundo. A las primeras sedes en Venezuela y España, se añadieron nuevas en Malasia, Taiwán, Japón, EE. UU., Gran Bretaña, Holanda, Suiza, Noruega, Colombia y Argentina.
En agosto de 1991, el maestro Su estaba de paso en Pekín para asistir a una competición de kung-fu tradicional junto con algunos de sus alumnos españoles en Jinan, Shandong. Sabiendo que el maestro Liu se encontraba en la ciudad, fue a visitarlo. El gran maestro Liu Yun-Qiao, consciente de que no le quedaba mucho tiempo, le designó como «guardián» de los secretos de la línea. Poco después, a la vuelta del viaje, los dos maestros volvieron a coincidir en Taiwán, donde le entregó el escrito secreto de Bajiquan.
También en 1991, fue contratado para el adiestramiento de los cuerpos especiales encargados de la seguridad de los Juegos Olímpicos de Barcelona 1992. A raíz de ese evento, abrió la sede del Centro Pachi Tanglang en Barcelona.
En sus últimos años, el maestro Su fijó su residencia en Taipéi, viajando regularmente entre las diferentes sedes del Instituto y organizando cursos internacionales para todos sus alumnos cada año.

## Vida académica
Doctorado en medicina china por la Universidad Nacional de Taiwán, impartió clases en dicha universidad, así como también en la Universidad de Pedagogía de Taiwán, la Universidad Fong Chia y la Universidad Fu Yeng, entre otras. Fue director de la asociación de profesores de artes marciales para los Juegos Olímpicos de China, así como instructor de combate en la Escuela Oficial del Ejército de las Fuerzas Armadas de Taiwán.
Durante su estancia en Venezuela, fue conferenciante invitado en la Universidad Central de Venezuela, el Instituto Pedagógico de Caracas y de varias instituciones privadas. Además, fue nombrado vicepresidente de la Asociación Sudamericana de Artes Marciales.